# Fire Emblem Heroes
Fire Emblem Heroes (ファイアーエムブレム ヒーローズ, Faiā Emuburemu Hīrōzu) é um jogo free-to-play desenvolvido pela Intelligent Systems e publicado pela Nintendo, para Android e iOS, mundialmente em 2 de fevereiro de 2017. O jogo é um spin-off móvel da série Fire Emblem.

## Jogabilidade
Com o objetivo de atacar as unidades inimigas, os jogadores podem invocar personagens da série Fire Emblem, em um mapa em formato de tabuleiro 8x6. Obtêm-se novos personagens através da moeda virtual do jogo, conhecida como "Orbs", a qual pode ser adquirida através de missões e desafios em jogo ou através de microtransações.

## Desenvolvimento
O jogo foi anunciado em abril de 2016, como o terceiro jogo móvel da Nintendo feito sob a parceria com a empresa DeNA, junto com um jogo móvel de Animal Crossing, sendo que seu lançamento estava previsto para o mesmo ano. Seu título oficial e os detalhes da jogabilidade foram revelados durante uma apresentação do Nintendo Direct sobre a série, em janeiro de 2017. O jogo foi disponibilizado inicialmente para 39 países em 2 de fevereiro de 2017.

## Recepção
Fire Emblem Heroes foi bem recebido pela crítica especializada, obtendo a nota média agregada de 75 no site Metacritic. Poucos dias após o lançamento, a Nintendo revelou que o jogo já havia gerado 2,9 milhões de dólares em receita.